# Sóc Deppe
Sóc Deppe, tên khoa học Sciurus deppei, là một loài động vật có vú trong họ Sóc, bộ Gặm nhấm. Loài này được Peters mô tả năm 1863. Địa bàn sinh sống của chúng phân bổ ở Belize, Costa Rica, El Salvador, Guatemala, Honduras, México, và Nicaragua.